# Gustav Scanzoni von Lichtenfels (General)
Gustav Leofried Ignaz Scanzoni, seit 1863 Scanzoni von Lichtenfels (* 13. März 1855 in Würzburg; † 16. März 1924 in München), war ein bayerischer General der Artillerie.

## Leben

### Herkunft
Gustav war ein Sohn des Professors der Geburtshilfe an der Universität Würzburg Friedrich Scanzoni (1821–1891) und dessen Ehefrau Auguste, geborene Höniger (1826–1891). Sein Vater war am 19. Juni 1863 durch König Maximilian II. Joseph als „Scanzoni von Lichtenfels“ in den erblichen bayerischen Adelsstand erhoben worden.

### Militärkarriere
Nach dem Besuch des Humanistischen Gymnasium trat Scanzoni am 1. Oktober 1875 als Dreijährig-Freiwilliger in das 2. Feldartillerie-Regiment „Brodeßer“ der Bayerischen Armee ein. Er avancierte bis Ende November 1877 zum Sekondeleutnant und diente von November 1881 bis Oktober 1885 als Adjutant der reitenden Abteilung. Anschließend absolvierte Scanzoni die Kriegsakademie in München, die ihm die Qualifikation für den Generalstab, die Höhere Adjutantur und das Lehrfach aussprach. Zwischenzeitlich im November 1887 zum Premierleutnant befördert, stieg er am 21. November 1890 zum Hauptmann und Batteriechef auf. Unter Stellung à la suite erfolgte Ende April 1894 seine Kommandierung als Adjutant beim Generalkommando des II. Armee-Korps. Mit der Beförderung zum Major war Scanzoni vom 20. November 1897 bis zum 31. März 1900 bei der Zentralstelle des Generalstabes und wurde anschließend zum Generalstab des II. Armee-Korps versetzt. Daran schloss sich ab Anfang Oktober 1901 eine Verwendung als Abteilungskommandeur im 4. Feldartillerie-Regiment „König“ an. In dieser Stellung avancierte Scanzoni Mitte Juli 1902 zum Oberstleutnant, wurde am 9. März 1904 Regimentskommandeur und als solcher Ende Oktober 1904 Oberst. Ab dem 19. Mai 1906 war er Kommandeur der 6. Feldartillerie-Brigade in Nürnberg und stieg Anfang März 1907 zum Generalmajor auf. Unter Verleihung des Charakters als Generalleutnant wurde Scanzoni in Genehmigung seines Abschiedsgesuches am 23. April 1911 mit Pension zur Disposition gestellt. Anlässlich seiner Verabschiedung würdigte ihn Prinzregent Luitpold im Namen des Königs mit dem Komturkreuz des Verdienstordens der Bayerischen Krone.
Nach Ausbruch des Ersten Weltkriegs wurde Scanzoni als z.D.-Offizier wiederverwendet und erhielt am 24. Dezember 1914 das Kommando über die 6. Reserve-Division an der Westfront, die in Stellungskämpfen in Flandern und Artois lag. In dieser Eigenschaft erhielt er am 11. Januar 1915 das Patent zu seinem Dienstgrad. Mitte 1915 war Scanzoni in die Schlacht bei La Bassée und Arras eingebunden. Zu Beginn der Herbstschlacht bei La Bassée und Arras brachen Teile der englischen 8. Division am 25. September 1915 nach Minensprengungen gegen den rechten Flügel seiner Division vor, gelangten bis zur zweiten deutschen Verteidigungslinie und konnten durch einen sofort eingeleiteten Gegenstoß aber abgewehrt werden. Nach seiner Teilnahme im Oktober 1916 an der Schlacht an der Somme erhielt er am 14. November 1916 den Charakter als General der Artillerie und wurde am 13. Januar 1917 von seiner Stellung als Divisionskommandeur enthoben. Eine weitere Verwendung erfolgte nicht mehr. Für sein Wirken während des Krieges hatte er neben beiden Klassen des Eisernen Kreuzes den Militärverdienstorden I. Klasse mit Schwertern sowie am 12. Mai 1917 den Stern zum Roten Adlerorden II. Klasse mit Schwertern erhalten.

### Familie
Scanzoni verheiratete sich am 4. März 1882 in Würzburg mit Emilie Lederer (* 1858). Aus der Ehe ging der spätere Maler und Schriftsteller Albert Scanzoni von Lichtenfels (1885–1960) hervor.